# Ormar
Ormar (lat. "armarium") je predmet pokućstva, dio namještaja, napravljen uglavnom od drva, u obliku vertikalnoga sanduka.
Ormari su namijenjeni za smještaj odjeće, posteljine, knjiga i drugih kućnih ili radnih stvari. Najčešće se proizvode od drveta i lima, a u novije vrijeme i od drugih suvremenih materijala. Ranije su ih izrađivali stolari, ručno tako da su mogli predstavljati prava umjetnička djela koja su ukrašavali rezbarenjem. Tako bogato ukrašavanje ormara doživjelo je vrhunac u 17. i 18. stoljeću, za vrijeme baroka i rokokoa. U novije vrijeme se proizvode industrijski u velikim količinama ili ih proizvode (po narudžbi) "suvremeni stolari" od polugotovih materijala.